# Ferberhaus

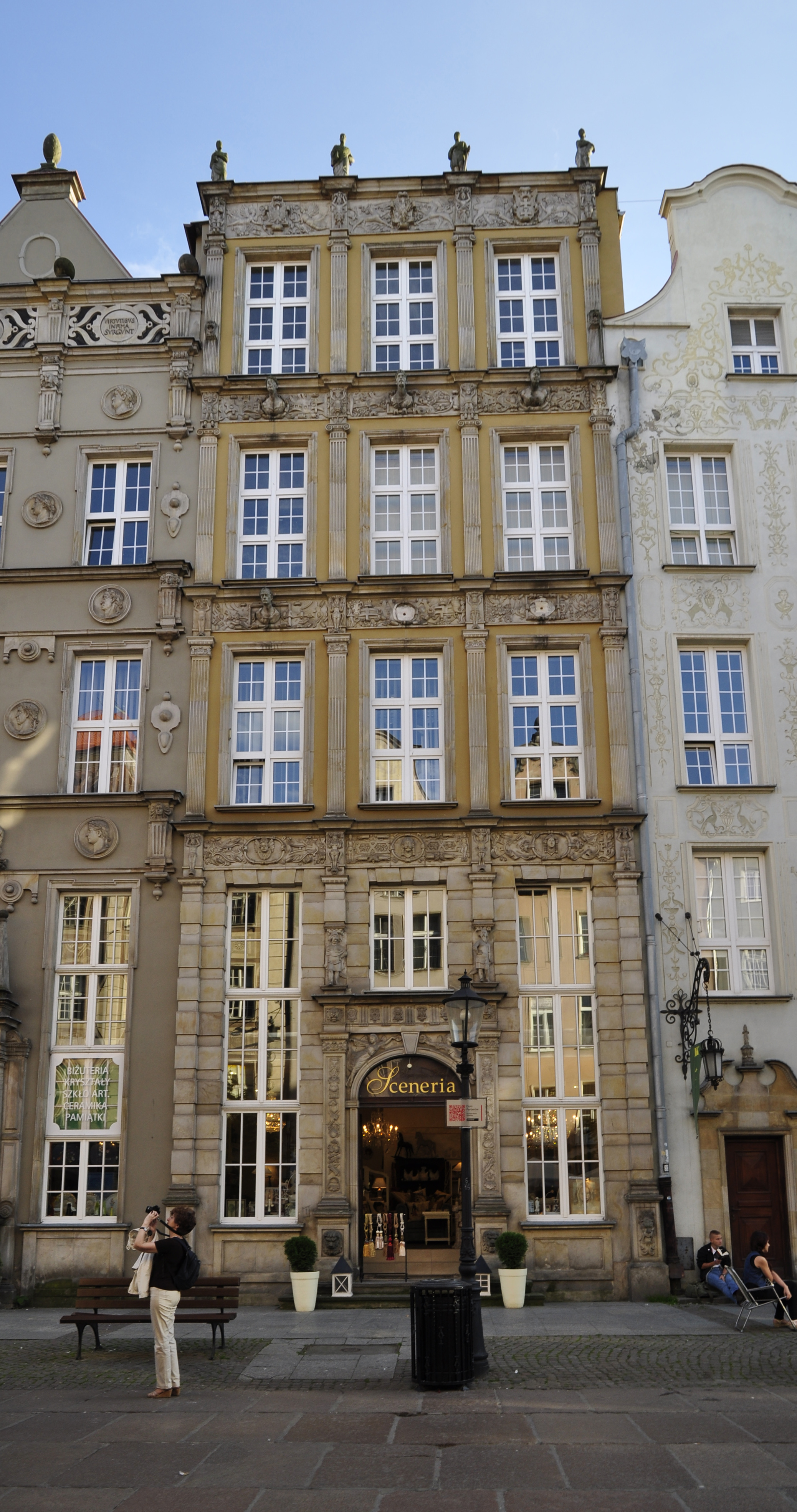
Das Ferberhaus, Langgasse 28

Das Ferberhaus (poln. Dom Ferberów), auch Adam-und-Eva-Haus genannt, ist ein Haus in der Danziger Langgasse.

## Geschichte
Das Ferberhaus wurde um 1560 an der Langgasse im Auftrag von Bürgermeister Constantin Ferber im Stil der niederländischen Renaissance erbaut. Der Architekt blieb unbekannt.
Das Bürgerhaus blieb im Besitz der einflussreichen Danziger Patrizierfamilie Ferber.

## Architektur
Die Fassade trägt die Wappen von Polen, Danzig und Preußen sowie das Wappen der Familie Ferber – drei Schweineköpfe.
In der Eingangstür des Hauses befanden sich die geschnitzten Gestalten von Adam und Eva. Einer alten Legende nach hatten die Figuren teuflische Eigenschaften. Darum blieb das Haus nach dem Tode des letzten Ferber-Familienmitgliedes 1786 lange Zeit unbewohnt, bis die unheilbringende Tür entfernt wurde.